# Албукерки, Афонсу д’
Афо́нсу де Албуке́рки (порт. Afonso de Albuquerque; 1453, Альяндра, Королевство Португалия — 16 декабря 1515, Старый Гоа, Португальская Индия, колонии Португалии), прозванный Великим Албукерком (порт. Grande Albuquerque) — португальский генерал, главный архитектор Португальской империи, первой европейской колониальной империи Нового времени. Путём создания по берегам Индийского океана укреплённых пунктов с постоянным португальским гарнизоном — Гоа в Индии (1510) и Малакки в Малайзии (1511) — Албукерк сумел перехватить у арабов контроль над основными путями евроазиатской морской торговли.

## Биография
Афонсу был вторым из четырёх сыновей Гонсалу де Албукерке, сеньора Вила-Верде-душ-Франкуш. Отец и дед его отца служили доверенными секретарями королей Жуана I и Дуарте I. Его дед по матери — португальский адмирал. Первый военный опыт приобрёл в экспедициях против мусульманских властителей Северной Африки. Эти «крестовые походы» рассматривались молодыми дворянами как наиболее надёжный способ достичь славы, состояния и монаршей милости. В 1471 году принимал участие в завоевании Танжера и Асилы. Король Жуан II приметил молодого офицера и пожаловал ему титул конюшего.
Афонсу де Албукерке служил десять лет в Северной Африке, где он приобрел военный опыт. В 1471 году сопровождал короля Афонсу V в завоеваниях Танжера, Анафе и Арзилы, где он провел несколько лет в качестве офицера в гарнизоне. В 1476 году сопровождал принца Жуана в войнах против Кастилии. Также он принял участие в эскадре, отправленной в 1480 году на помощь Фернандо II, королю Арагона, Сицилии и Неаполя, «чтобы подавить турок» и остановить их продвижение на итальянском полуострове, что и завершилось победой христиан в 1481 году.
В 1481 году, когда Жуан вновь взошёл на престол как король Жуан II, Албукерке вернулся в Португалию и был назван его герцогом. В 1489 году вернулся на службу в Северную Африку, где руководил обороной крепости Грасиоза, расположенной на острове у реки Лукос на пути к городу Лараш и в 1490 году входившей в состав гвардии короля Жуана II.
Как только в 1499 году в Лиссабон прибыл Васко да Гама с известием об открытии морского пути в богатую пряностями Индию, король Мануэл I снарядил на Восток новую экспедицию во главе с Кабралом. Флотилия Кабрала сбилась с пути и была отнесена ветром в Бразилию, но в конечном счёте всё же прибыла в индийский Каликут (ныне Кожикоде). Хотя арабские торговцы, опасаясь утратить торговую монополию, восстановили местного царька против португальцев, последним удалось наладить отношения с его вассалом, раджой Кочина на западном побережье Индостана. В 1503 году прибывшие в Индию Албукерке и его кузен Франсишку закрепили этот союз. Они посулили радже защиту и покровительство португальской короны, а тот разрешил им заложить в Кочине первую европейскую крепость на территории Индии. В июле 1504 году Албукерке вернулся в Лиссабон и доложил королю об успехе своей миссии.

В 1505 году Мануэл I учредил титул вице-короля Индии и возложил управление восточными колониями на Франсишку де Алмейду. Первостепенной задачей Алмейды был перехват у арабских мореходов монополии на поставку в Европу драгоценных пряностей, а также военная поддержка новообретённых союзников португальцев в Индийском океане. В разработке и осуществлении этих целей Албукерке сыграл наипервейшую роль. В августе 1506 года он сопровождал Тристана да Кунью в его экспедиции вдоль восточного побережья Африки. Арабские порты на побережье были подвергнуты обстрелу, но Албукерке счёл эти меры недостаточными. В августе 1507 года он высадился на острове Сокотра у входа в Красное море и основал там португальский форт, в силу удачного расположения способный парализовать всю арабскую морскую торговлю. 

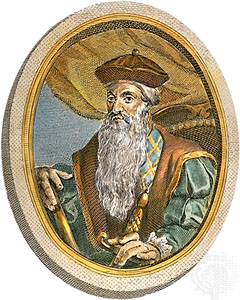
Албукерке на английской гравюре 1792 г.

Его следующим мероприятием был дерзкий захват острова Ормуз, который контролирует вход в Персидский залив, — это положило начало Португало-персидской войне. Албукерке понимал, что владеющий Ормузом в состоянии блокировать индо-персидскую торговлю, а с ней и традиционный путь поставки пряностей в Европу, поэтому начал там строительство крепости. Закрепиться в Ормузском проливе ему не удалось только по причине противодействия капитанов португальских судов, которых больше манили баснословные богатства Индии, они оставили адмирала с двумя кораблями в Ормузе, а сами отплыли на восток, но это не помешало Албукерке то и дело курсировать вдоль берегов Персии и Аравии, наводя ужас на жителей побережья пушечными обстрелами. По возвращении адмирала в Европу король полностью одобрил эти действия и передал ему все полномочия Алмейды, правда, без вице-королевского титула.
Когда Албукерке в третий раз прибыл в Индию и в декабре 1508 года сообщил Алмейде о своём новом назначении, тот распорядился задержать его и посадить под арест. Причина состояла в том, что в ходе боевых действий с каликутцами погиб его сын, и Алмейда желал лично отомстить обидчикам. Только когда из Португалии прибыло подкрепление и разорило Каликут, удовлетворённый возмездием Алмейда окончательно сдал губернаторские полномочия Албукерке. Тот сразу же возобновил попытки строительства фортов на индийском побережье, но даже в Кочине закрепиться ему не удалось. Тогда Албукерке решил вместо основания новых поселений брать существующие мусульманские гавани силой. Для этой цели он заручился поддержкой береговых корсаров и, собрав эскадру из 23 кораблей, в марте 1510 года овладел мусульманской твердыней в Гоа. В мае португальцы были изгнаны оттуда, но в ноябре вернулись с новыми силами, отвоевали крепость и жестоко расправились с её защитниками.

Победа Албукерке под Гоа имела чрезвычайно важное психологическое и историческое значение. Отныне раджи были вынуждены считаться с присутствием португальцев в Индии. Албукерке не замедлил укрепиться в Гоа, который планировалось превратить в оплот для проникновения вглубь континента. Португальские колонисты взяли в жёны вдов защитников крепости и принялись за строительство города на европейский манер. Отныне это была столица Португальской Индии. Усилия Албукерке были направлены на то, чтобы именно через Гоа шла торговля индийских правителей с Персией (в первую очередь, лошадьми) и чтобы в Гоа заходили все суда, гружённые пряностями. Но для того, чтобы действительно взять в свои руки индоокеанскую торговлю, ему нужен был плацдарм в непосредственной близости от Островов пряностей. Таким плацдармом стала стратегически расположенная Малакка, над которой в июле 1511 года Албукерке поднял португальский флаг. 

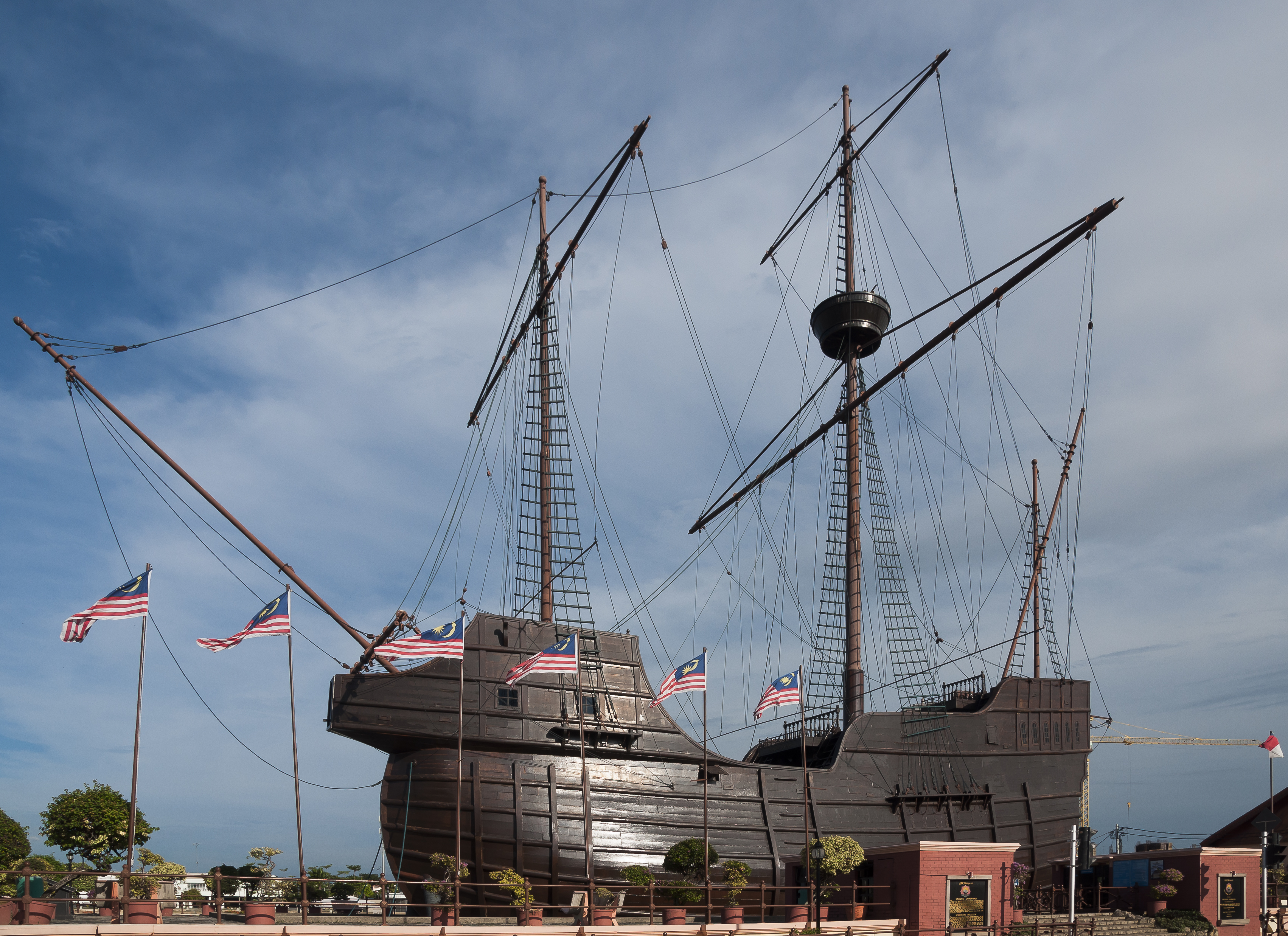
Реплика корабля Албукерке «Цветок моря» в Малакке

Обосновавшись в Малакке, Албукерке снарядил несколько посольств в окрестные державы. В частности, Дуарте Фернандеш стал первым европейским дипломатом, посетившим королевство Сиам (современный Таиланд).
Стремясь узнать местоположение так называемых «островов пряностей», Молуккских островов, главным образом Банда, в то время единственного источника мускатного ореха и гвоздики, главной цели путешествия через Индийский океан, Албукерке отправил экспедицию под командованием Антониу де Абреу к островам Банда, где они стали первыми европейцами, прибыв туда в начале 1512 года. Абреу после этого отправился к острову Амбон, где корабль его вице-капитана Франсишку Серрана затонул. Серран поступил на службу к султану Тернате, после чего он получил разрешение построить португальскую крепость-факторию на главном острове султаната: Форт св. Иоанна Крестителя на Тернате, который укрепил португальское присутствие на Малайском архипелаге.
Обосновавшись в Малакке, Албукерке также направил корабли в Китай и соседние страны на поиски пряностей, которые можно было бы с прибылью перепродать в Европе. Его капитаны — первые европейцы, достигшие на кораблях Китая и бросившие якорь в устье Жемчужной реки. Освоение восточных морей пришлось свернуть с приходом известия о том, что индийские мусульмане собрались с силами и вновь приступили к Гоа. В январе 1512 году адмирал вернулся в Индию и отбил вылазку туземцев. Теперь его мысли были направлены на дальнейший подрыв торговой гегемонии арабов в Индийском океане. Толку от военной базы в Сокотре было мало, а на взятие ближайшего города на аравийском берегу, Адена, португальцам не хватало людей. Пополнив ряды своей армии индийскими добровольцами, Албукерке всё-таки отплыл в сторону Адена, но при попытке взять его с боя потерпел неудачу. Вслед за тем он исследовал побережье Абиссинии, не нашёл там ничего примечательного, а по возвращении в Индию нанёс сокрушительный удар по своему главному противнику — Каликуту.

Пиком карьеры Албукерке стало присвоение ему герцогского титула, который в Португалии прежде носили только особы королевской крови. В феврале 1515 года адмирал отплыл из Гоа с 26 кораблями и направился в возвращённый арабами Ормуз, где ему вновь удалось высадиться и начать строительство укреплений. Появились планы захвата Бахрейна, которым при жизни Албукерке осуществиться было не суждено. Среди арабов о предводителе португальцев тогда ходили самые невероятные слухи: одни говорили, что он намеревается повернуть Нил вспять и измором взять Египет, другие — что он планирует выкрасть из Мекки Каабу и в обмен на её возвращение потребовать исхода мусульман из Святой земли. 

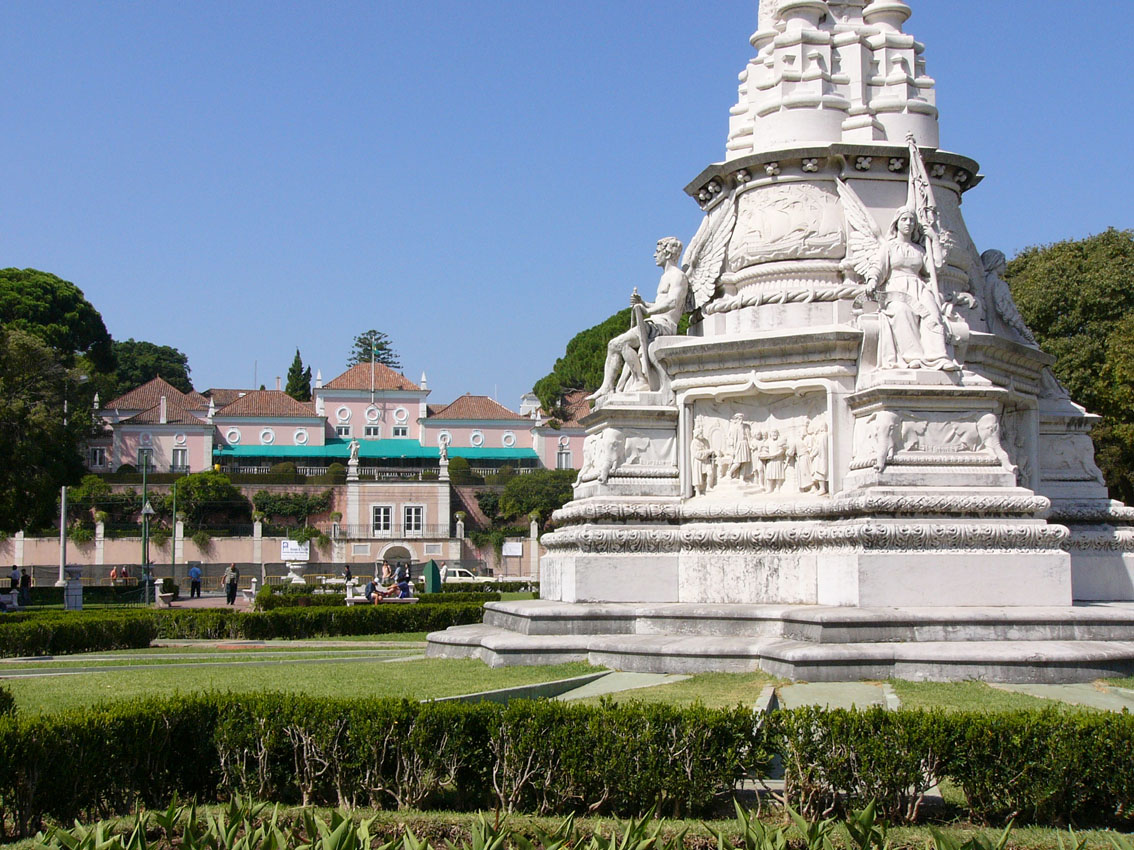
Памятник Албукерке перед Беленским дворцом в Лиссабоне.

В сентябре 1515 года Албукерке слёг с болезнью и был отправлен в Гоа. Во время морского перехода адмиралу встретился корабль из Европы с известием о том, что король по навету отстранил Албукерке от дел и передал их ведение Лопу Суаришу. Вне себя от негодования, Албукерке написал королю письмо, в котором настаивал на своей бескорыстной преданности трону и просил позаботиться о своём внебрачном сыне. Он умер, не добравшись до Гоа, и был похоронен в основанном им городе, в том же храме, в котором впоследствии найдёт упокоение святой Франциск Ксаверий. Его сын, Афонсу де Албукерке (изначально Браж де Албукерке, 1500—1580), был обласкан королевскими милостями и в 1557 году опубликовал обширные выдержки из частных записей отца — «Комментарии». Однако лучшим считается второе дополненное издание 1576 года. Третье четырёхтомное издание вышло в 1774 году.

## Издания
- Albuquerque A. de. Commentarios do grande Afonso Dalboquerque, capitam geral que foy das Indias Orientaes, em tempo do muito poderoso Rey dom Manuel, o primeiro deste nome : nouamente emendados & acrescentados pelo mesmo auctor, conforme às informações mais certas que agora teue : vão repartidos em quatro partes segundo o tempo dos acontecimentos de seus trabalhos :  [порт.] / Afonso de Albuquerque. — Lisboa : João de Barreira, 1576. — 578 p.

## Память
- NRP Afonso de Albuquerque — португальский военный корабль XX века.